# Mark Schultz (lutte)
Pour les articles homonymes, voir Mark Schultz (homonymie) et Schultz.
Mark Philip Schultz, né le 26 octobre 1960 à Palo Alto, est un lutteur américain.

## Biographie
Il est médaillé d'or olympique aux jeux olympiques d'été de 1984 (en même temps que son frère Dave Schultz) ainsi qu'à plusieurs championnats du monde.

## Postérité
Son histoire est adaptée au cinéma dans le film Foxcatcher (2014) et son rôle est interprété par Channing Tatum.